# Mansión

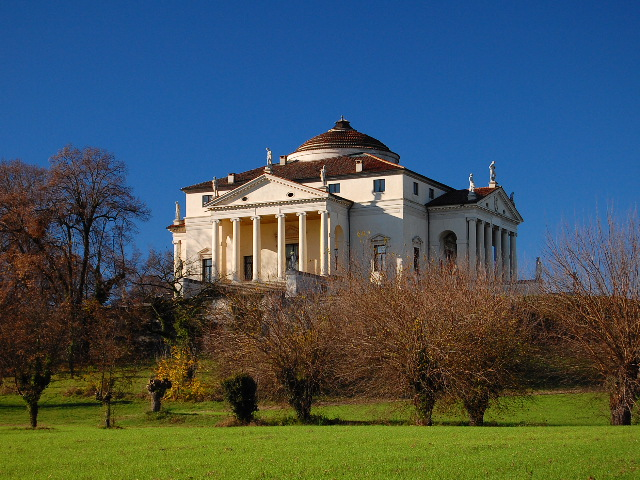
Los edificios de Palladio, como la Villa Capra cerca de Vicenza, un ejemplo de la arquitectura del Renacimiento, sirven de inspiración para mansiones posteriores. Comenzó a construirse en 1567.

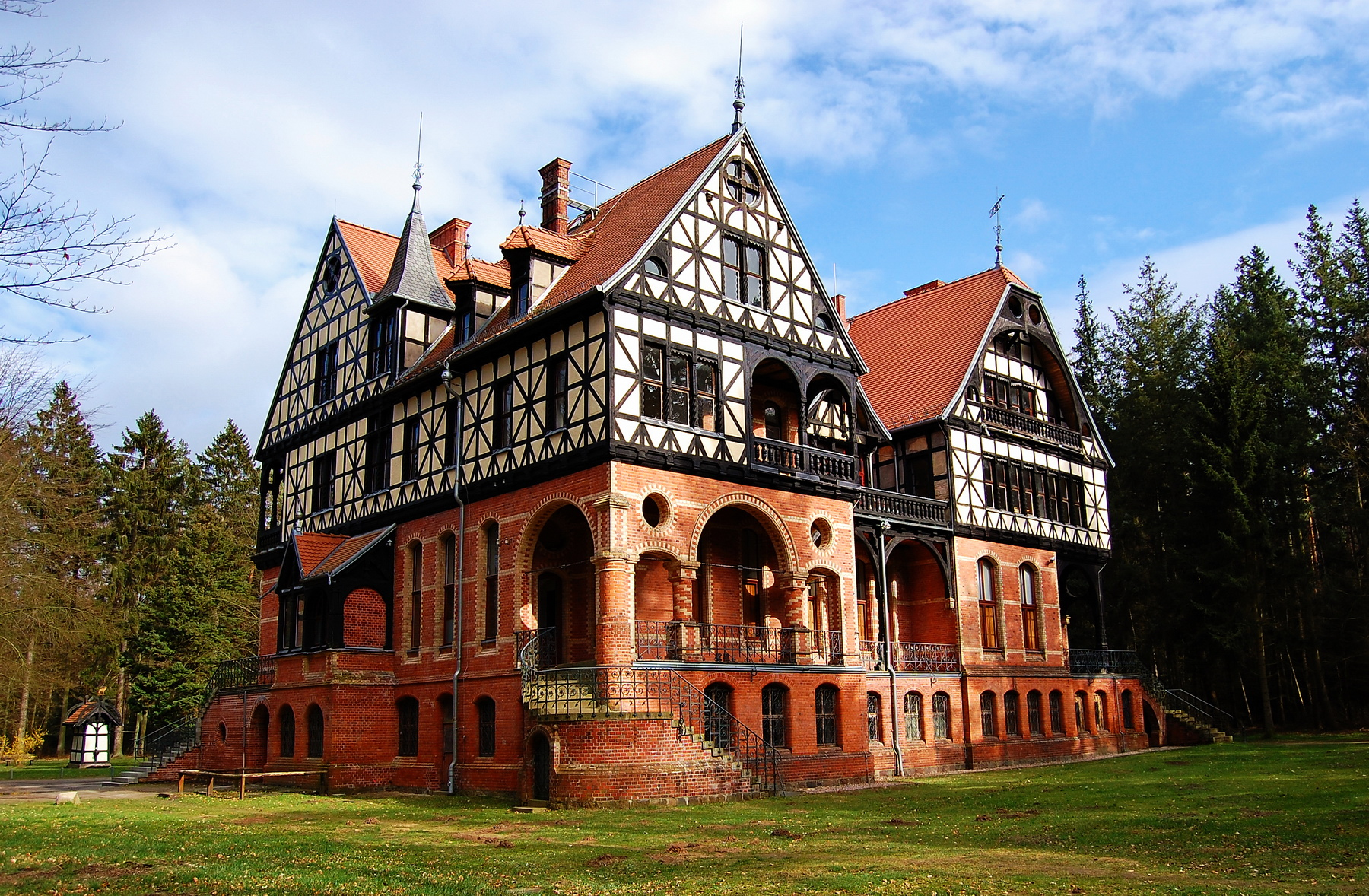
Mansión Gelbensande (construida entre 1880 y 1885) cerca de Rostock, Mecklemburgo, Alemania.

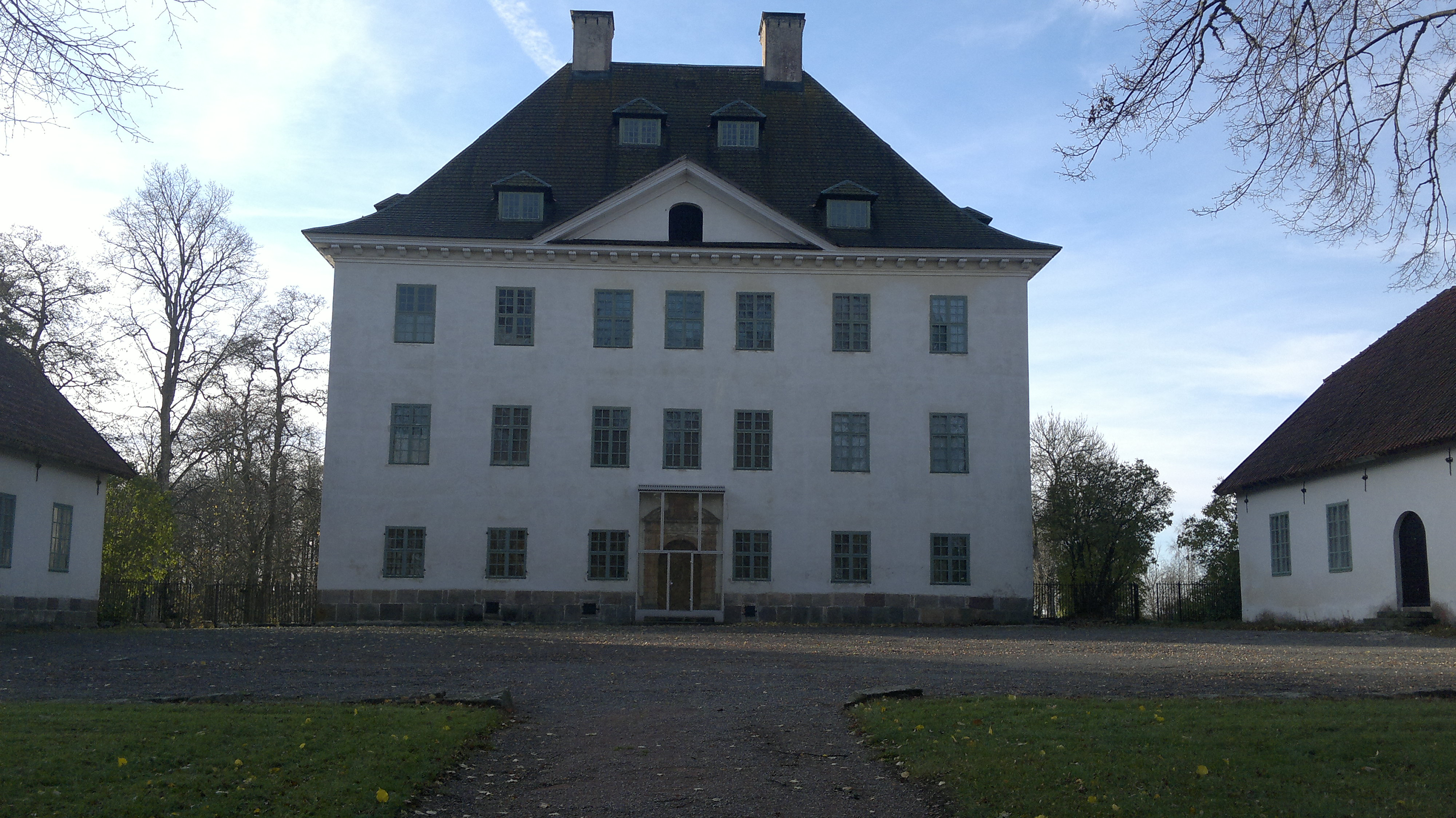
Mansión Louhisaari es una histórica mansión barroca cerca de Turku, Finlandia. Es conocido como el lugar de nacimiento y hogar de la infancia del barón C. G. E. Mannerheim, comandante supremo del ejército finlandés, estadista y sexto presidente de Finlandia.

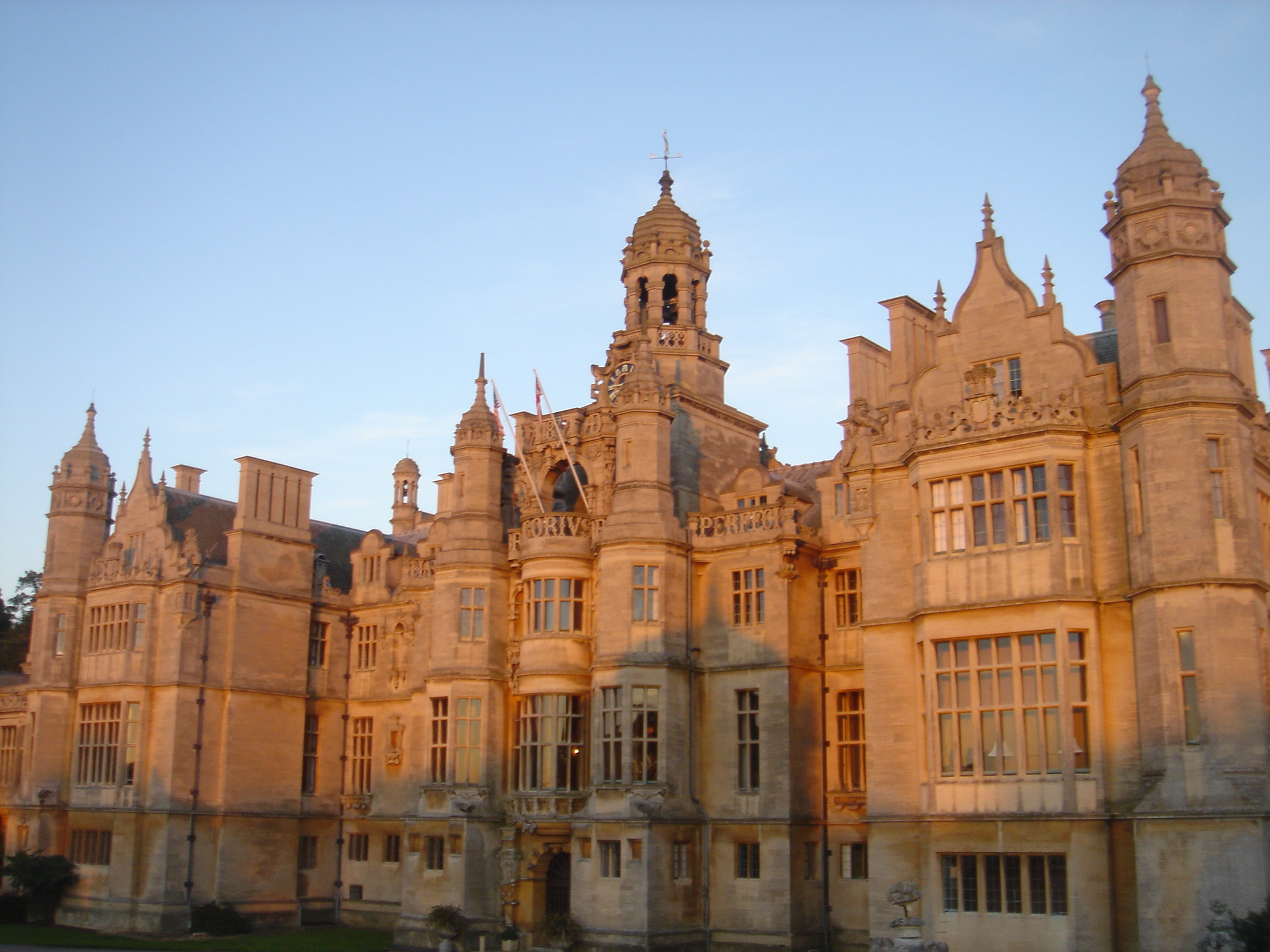
Harlaxton Manor, Inglaterra, del, es un ejemplo de la arquitectura historicista.

Una mansión (del latín, «mansĭo, -ōnis», "residencia, parada, albergue"), o palacete, es una vivienda suntuosa, menor que un palacio pero con aspecto lujoso y zonas de recreo.   Aunque existen diferentes ejemplos integrados en el urbanismo de las ciudades, es más habitual que se refiera a edificios aislados, con jardín propio y grandes comodidades. Siendo mansiones y palacetes muestras de riqueza y reputación social, la tendencia general, tanto para casas de campo como para edificios integrados en la urbe, es que se identifiquen por el nombre de los propietarios.

## Historia
En el Imperio Romano, una mansión" en una vía romana era un lugar de parada oficial o albergue de altos dignatarios o funcionarios que viajaban por diferentes provincias. En torno a estos lugares, eran construidas las villas de los funcionarios provinciales, que más tarde podían dar lugar a ciudades.
En una ciudad de la Antigua Roma, las viviendas patricias podrían ser muy extensas y lujosas. Las mansiones en una colina en Roma llegaron a ser tan extensas que el término palaciego llegó a derivarse del nombre de esa colina, Palatina y es el origen etimológico de "palacio".
Debido al contexto político y los avances realizados en las armas de fuego, en la Europa del siglo XVI la aristocracia ya no consideraba imprescindible vivir en edificios fortificados y las nuevas construcciones podrían basarse en criterios estéticos antes que bélicos. Con el tiempo, el concepto de castillo inexpugnable dio paso a la vivienda suntuosa, e incluso se modificaron en ese aspecto muchas construcciones de origen castellano, adaptándose a un uso residencial, con grandes y exuberantes jardines. Inspiradora de muchos de esos modelos nuevos de palacete fue la arquitectura del Renacimiento de Palladio y otros arquitectos contemporáneos, cuya influencia se mantuvo hasta finales del siglo XIX.
En la España meridional, este fenómeno produjo modelos de fusión entre estilos como el plateresco y la arquitectura mudéjar tradicional, en diferentes prototipos de casas señoriales y cortijos.
Con la industrialización de la segunda mitad del siglo XVIII y principios del XIX, mansiones, palacios y palacetes –en el Reino Unido y parte de Europa– se sometieron a estilos como el Gothic Revival de la arquitectura neogótica.

### Modernismo yart décoen España
Otro prototipo interesante lo constituyó la arquitectura urbana de corte modernista, en la que destacan obras de Gaudí como la Casa Milà, la Casa Botines o la Casa Batlló, y otras mansiones integradas en la ciudad construidas a comienzos del siglo XX por un grupo de arquitectos catalanes con personalidad propia.

Mansiones modernistas españolas
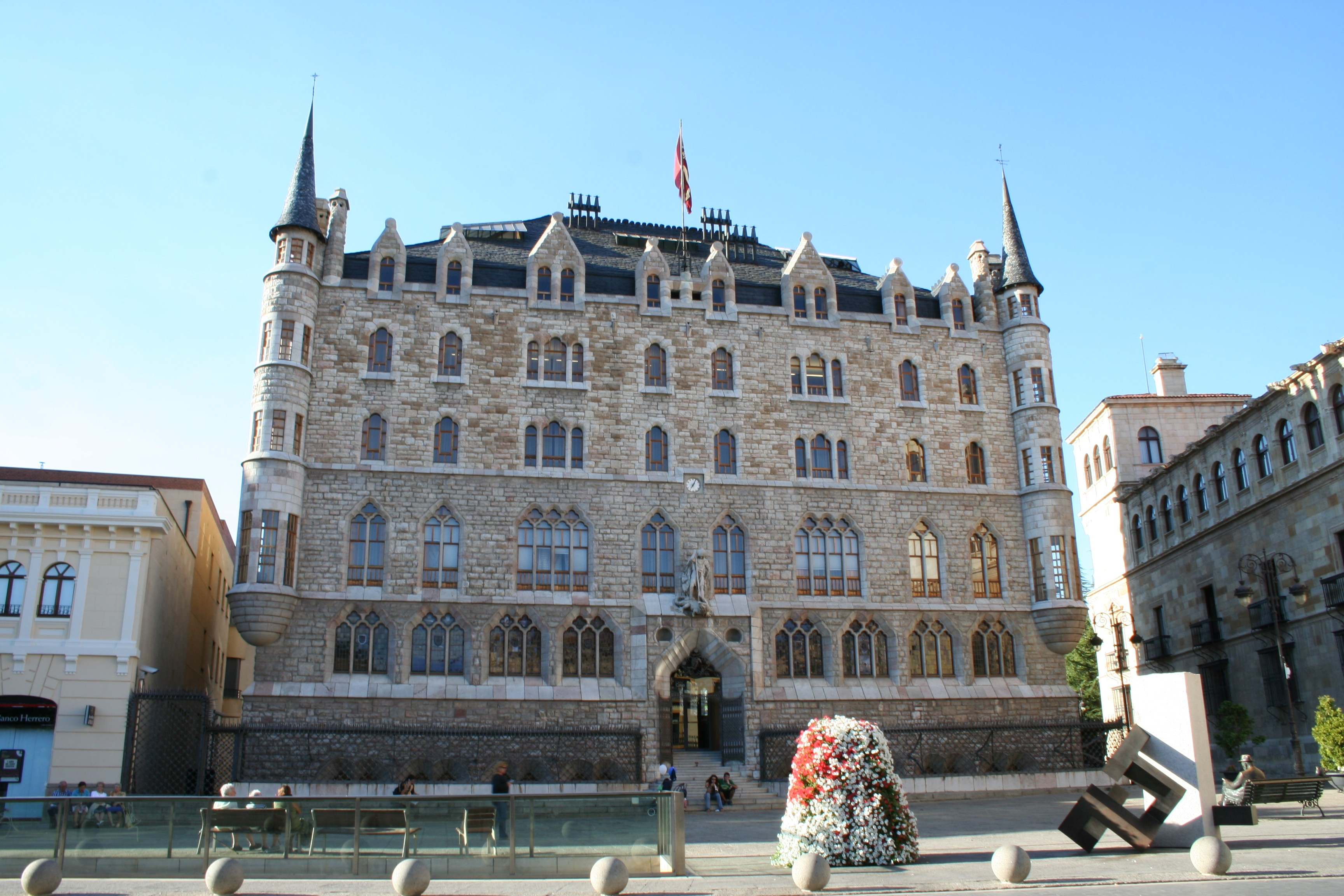
Casa Botines en León (España) (Gaudí, entre 1891 y 1894).
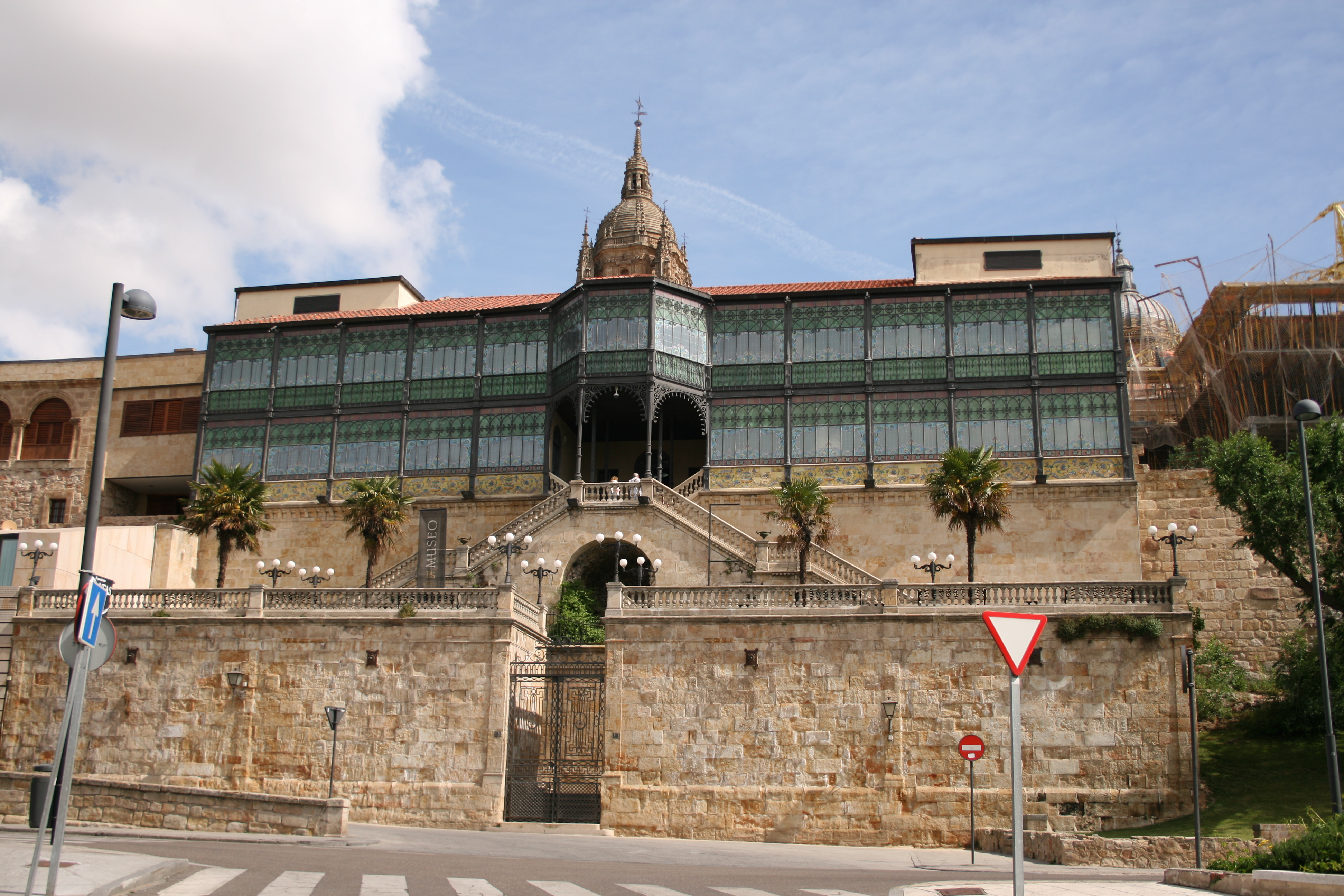
La Casa Lis, en Salamanca, de principios del siglo XX, que desde 1995 alberga el Museo de Art Nouveau y Art Déco.
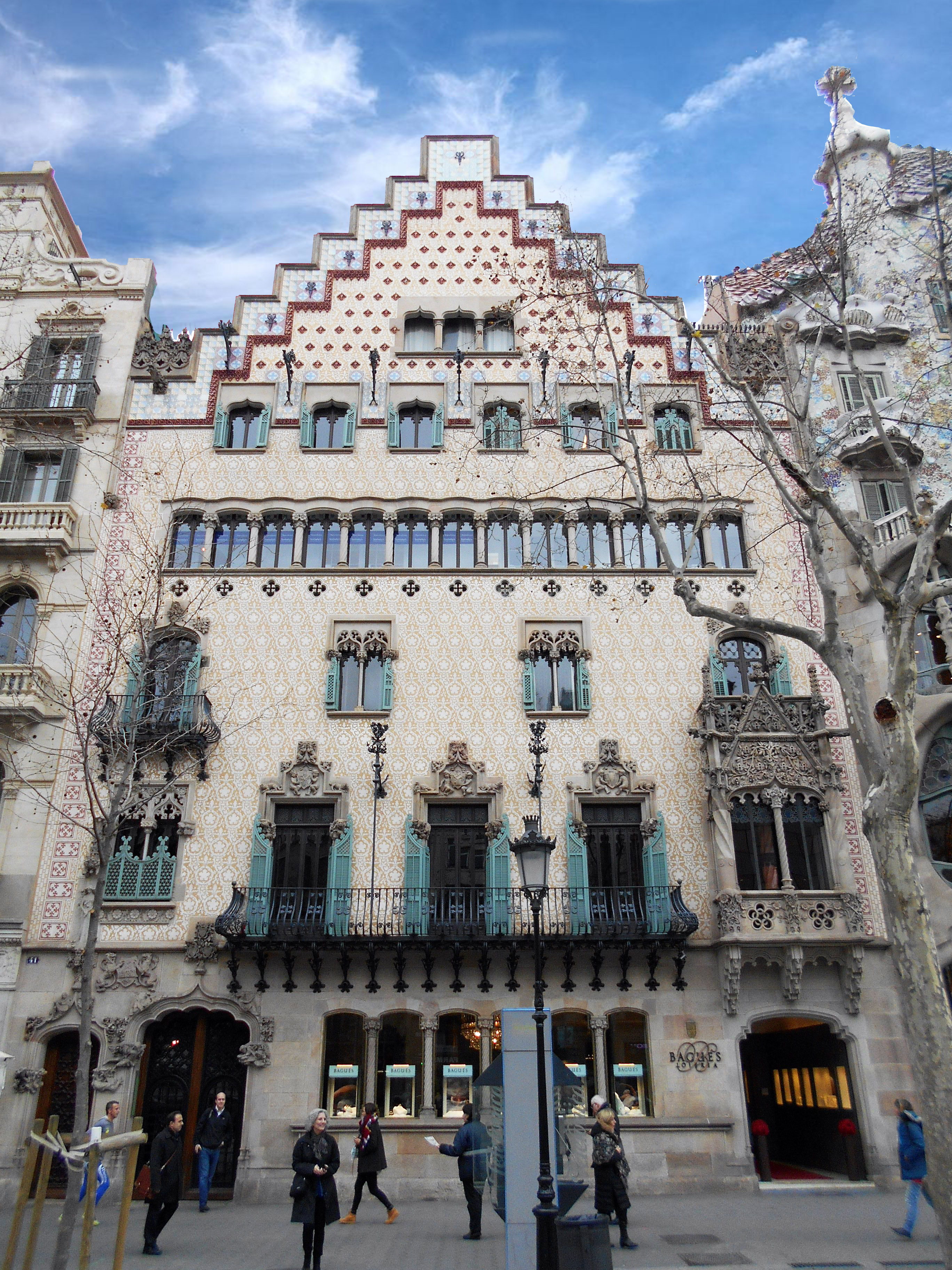
La Casa Amatller de Josep Puig i Cadafalch, en Barcelona, un ejemplo comercial-residencial.
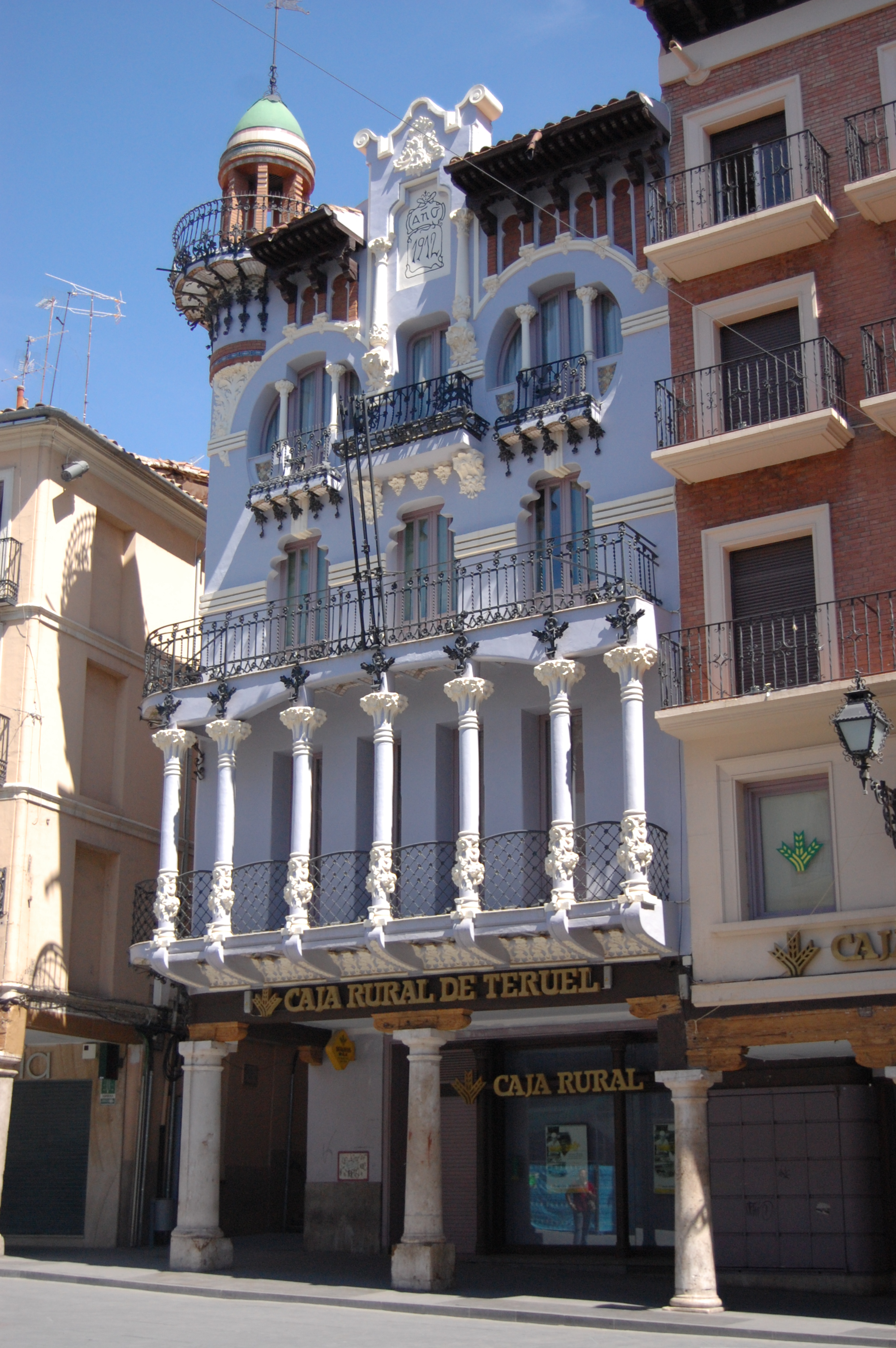
La Casa "El Torico" de Pablo Monguió, en Teruel (España).

### El modelo americano

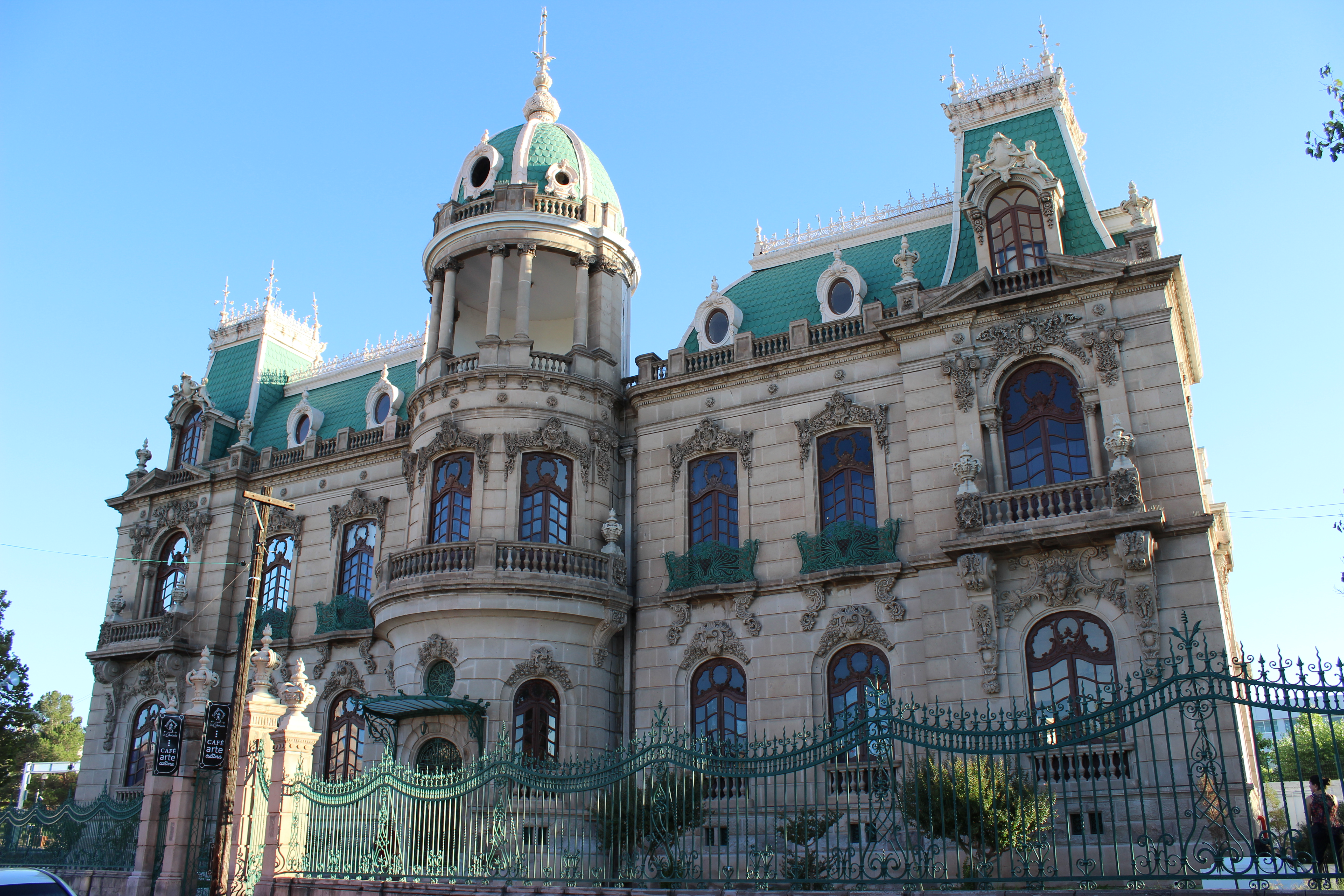
La Quinta Gameros (principios del siglo XX). Un ejemplo del estilo porfiriato en Chihuahua, México, cuando el diseño francés ejercía en la zona mayor poder blando que España o Portugal.

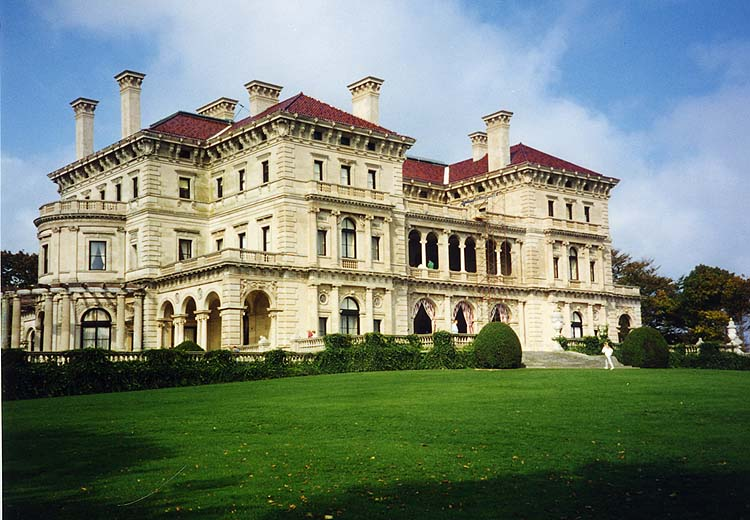
The Breakers, en Newport, Rhode Island, es una de las mansiones estadounidenses más famosas del.

Siguiendo las pautas de una cultura colonial generalizada en el continente americano y tomando señas de identidad y estilos arquitectónicos derivados por lo general de sus orígenes culturales, la historia de las mansiones americanas puede ordenarse en dos bloques elementales: mansiones de inspiración europea anglo-francesa en los países colonizados por el Reino Unido y Francia; y mansiones de estilo colonial español o lusitano, en los colonizados por España y Portugal. Estas influencias tomaron luego su propia personalidad en algunos casos, desarrollando estilos endémicos más o menos localizados, como es el caso de Nueva Orleans en Estados Unidos, o de La Habana en Cuba. También hubo un dilatado proceso de fusión y mezcolanza de estilos que, a su vez, daría lugar a algunas arquitecturas con personalidad propia. En la categoría de casas de campo puede hacerse una división elemental entre haciendas (en México y América Central), su par lusitano, las «fazendas» (en Brasil), y estancias (en el Cono Sur).